# Тимелія-темнодзьоб чорносмуга
Тиме́лія-темнодзьо́б чорносмуга (Cyanoderma melanothorax) — вид горобцеподібних птахів родини тимелієвих (Timaliidae). Ендемік Індонезії.

## Опис

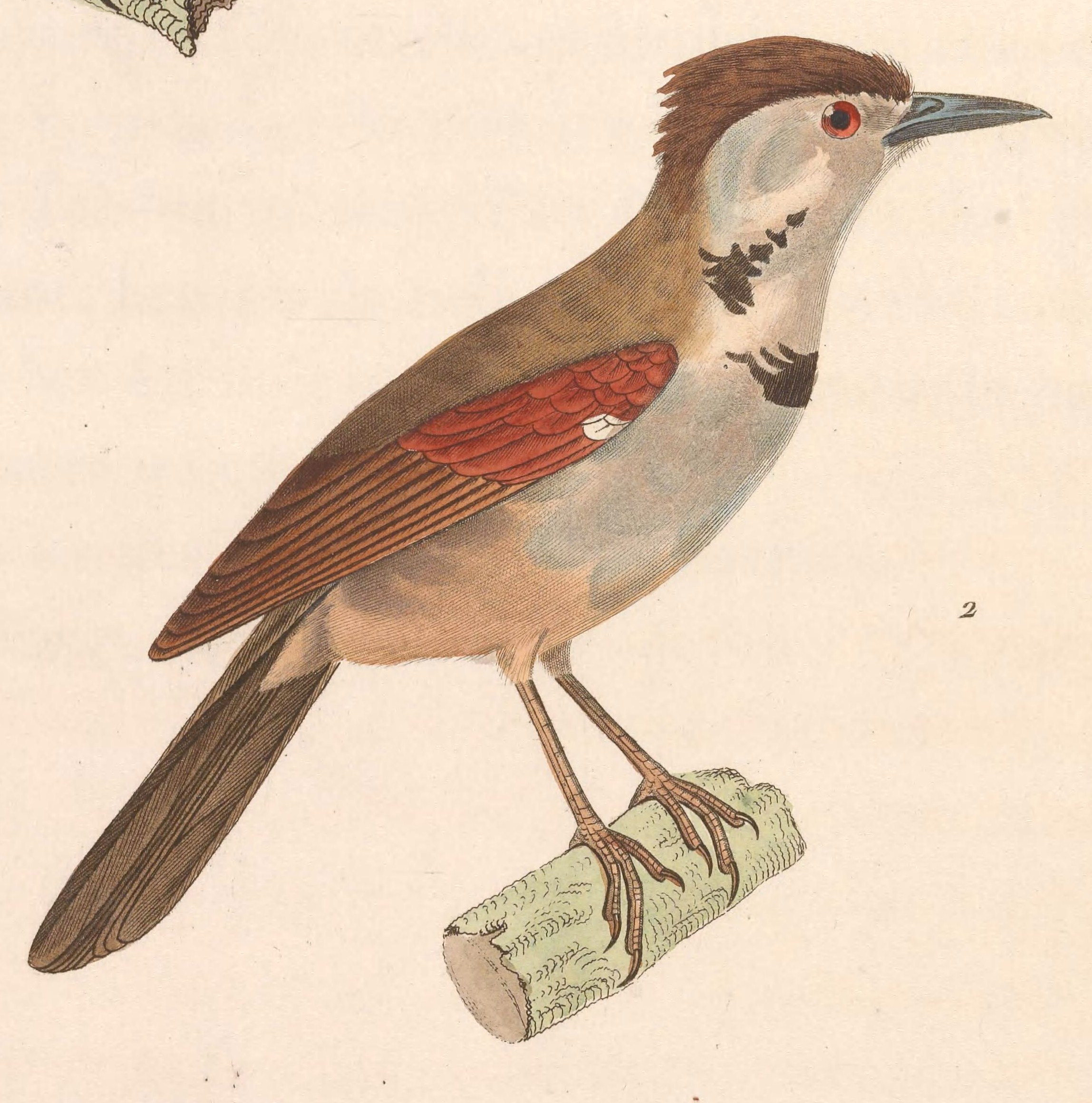
Чорносмуга тимелія-темнодзьоб

Довжина птаха становить 13 см. Верхня частина тіла охристо-коричнева, крила рудуваті. Нижня частина тіла білувата, живіт охристо-коричнюватий. Обличчя світло-сіре, через очі проходять темні смуги. На грудях чорна смуга. Дзьоб темно-коричневий.

## Підвиди
Виділяють три підвиди:
- C. m. melanothorax (Temminck, 1823) — західна і центральна Ява;
- C. m. intermedium (Robinson, 1918) — східна Ява;
- C. m. baliense Hartert, E, 1915 — Балі.

## Поширення і екологія
Чорносмугі тимелії-темнодзьоби мешкають на Яві та на Балі. Вони живуть в густих чагарникових заростях на узляссях вологих рівнинних і гірських тропічних лісів. Зустрічаються на висоті до 1500 м над рівнем моря.

## Поведінка
Чорносмугі тимелії-темнодзьоби зустрічаються в зграйках. Іноді вони приєднуються до змішаних зграй птахів разом з білогрудими і біловолими тимеліями-темнодзьобами. Живляться комахами і павуками. Розмножуються протиягом всього року. Гніздо кулеподібне з бічним входом. В кладці 2-3 яйця. Чорносмугі тимелії-темнодзьоби іноді стають жертвами гніздового паразитизму азійських зозуль-дронго.